# Vysšaja Liga 1976 (primavera)
L'edizione di primavera 1976 della Vysšaja Liga fu la 39ª del massimo campionato sovietico di calcio; fu vinta dalla Dinamo Mosca, giunto al suo undicesimo titolo.

## Stagione

### Novità
Le squadre partecipanti rimasero sedici: le due retrocesse della stagione precedente (SKA Rostov e Paxtakor) furono rimpiazzate dall'arrivo delle neo promosse Dinamo Minsk e Krylya Sovetov Kuibyshev.

### Formula
Come accadde nel primo anno di fondazione della lega, la stagione 1976 vide disputarsi due differenti tornei: uno di primavera e uno d'autunno. In quello di primavera le 16 formazioni si incontrarono in gare di sola andata per un totale di 15 incontri; il sistema prevedeva due punti per la vittoria, uno per il pareggio e zero per la sconfitta.
Non erano previste retrocessioni in Pervaja Liga al termine del primo campionato.

## Squadre partecipanti
| Squadra                  | Rosa     | Repubblica     | Città          | Stadio                      | Stagione precedente               |
| ------------------------ | -------- | -------------- | -------------- | --------------------------- | --------------------------------- |
| Ararat                   | dettagli | RSS Armena     | Erevan         | Stadio della Repubblica     | 5º in Vysšaja Liga                |
| Čornomorec'              | dettagli | RSS Ucraina    | Odessa         | Central'nyj stadion ČMP     | 12º in Vysšaja Liga               |
| CSKA Mosca               | dettagli | RSFS Russa     | Mosca          | Stadio Centrale Lenin       | 13º in Vysšaja Liga               |
| Dinamo Kiev              | dettagli | RSS Ucraina    | Kiev           | Stadio Centrale             | Campione Sovietico                |
| Dinamo Minsk             | dettagli | RSS Bielorussa | Minsk          | Stadio Dinamo di Minsk      | 2º in Pervaja Liga 1975, promosso |
| Dinamo Mosca             | dettagli | RSFS Russa     | Mosca          | Stadio Dinamo (Mosca)       | 3º in Vysšaja Liga                |
| Dinamo Tbilisi           | dettagli | RSS Georgiana  | Tbilisi        | Stadio Lokomotiv di Tbilisi | 8º in Vysšaja Liga                |
| Dnepr                    | dettagli | RSS Ucraina    | Dnepropetrovsk | Stadio Meteor               | 7º in Vysšaja Liga                |
| Karpaty                  | dettagli | RSS Ucraina    | Leopoli        | Stadio Družba               | 6º in Vysšaja Liga                |
| Kryl'ja Sovetov Kujbyšev | dettagli | RSFS Russa     | Samara         | Stadio Metallurg (Samara)   | 1º in Pervaja Liga 1974, promosso |
| Lokomotiv Mosca          | dettagli | RSFS Russa     | Mosca          | Stadio Lokomotiv di Mosca   | 11º in Vysšaja Liga               |
| Šachtar                  | dettagli | RSS Ucraina    | Donec'k        | Stadio Lokomotiv            | 2º in Vysšaja Liga                |
| Spartak Mosca            | dettagli | RSFS Russa     | Mosca          | Stadio Centrale Lenin       | 10º in Vysšaja Liga               |
| Torpedo Mosca            | dettagli | RSFS Russa     | Mosca          | Stadio Centrale Lenin       | 4º in Vysšaja Liga                |
| Zenit Leningrado         | dettagli | RSFS Russa     | Leningrado     | Stadio Lenin                | 14º in Vysšaja Liga               |
| Zorja                    | dettagli | RSS Ucraina    | Vorošilovgrad  | Stadio Avanhard             | 9º in Vysšaja Liga                |

## Classifica finale
|                             | Pos. | Squadra                  | Pt | G  | V | N | P | GF | GS | DR  |
| --------------------------- | ---- | ------------------------ | -- | -- | - | - | - | -- | -- | --- |
| Unione Sovietica (bandiera) | 1.   | Dinamo Mosca             | 22 | 15 | 9 | 4 | 2 | 17 | 8  | +9  |
|                             | 2.   | Ararat                   | 19 | 15 | 8 | 3 | 4 | 22 | 13 | +9  |
|                             | 3.   | Dinamo Tbilisi           | 18 | 15 | 7 | 4 | 4 | 18 | 10 | +8  |
|                             | 4.   | Karpaty                  | 18 | 15 | 7 | 4 | 4 | 25 | 19 | +6  |
|                             | 5.   | Šachtar                  | 18 | 15 | 7 | 4 | 4 | 15 | 16 | -1  |
|                             | 6.   | Kryl'ja Sovetov Kujbyšev | 17 | 15 | 6 | 5 | 4 | 18 | 15 | +3  |
|                             | 7.   | CSKA Mosca               | 15 | 15 | 5 | 5 | 5 | 20 | 16 | +4  |
|                             | 8.   | Dinamo Kiev              | 15 | 15 | 5 | 5 | 5 | 14 | 12 | +2  |
|                             | 9.   | Dinamo Minsk             | 15 | 15 | 6 | 3 | 6 | 17 | 18 | -1  |
|                             | 10.  | Čornomorec'              | 15 | 15 | 4 | 7 | 4 | 14 | 18 | -4  |
|                             | 11.  | Dnepr                    | 14 | 15 | 6 | 2 | 7 | 18 | 18 | +0  |
|                             | 12.  | Torpedo Mosca            | 14 | 15 | 5 | 4 | 6 | 15 | 20 | -5  |
|                             | 13.  | Zenit Leningrado         | 13 | 15 | 4 | 5 | 6 | 14 | 15 | -1  |
|                             | 14.  | Spartak Mosca            | 10 | 15 | 4 | 2 | 9 | 10 | 18 | -8  |
|                             | 15.  | Lokomotiv Mosca          | 9  | 15 | 3 | 3 | 9 | 17 | 23 | -6  |
|                             | 16.  | Zorja                    | 8  | 15 | 2 | 4 | 9 | 9  | 24 | -15 |

### Verdetti
- Dinamo Mosca Campione dell'Unione Sovietica per la primavera 1976.

## Risultati

### Tabellone
|                          | DMo | Ara | Kar | DiT | Šac | KSK | CSK | DiK | DMi | Čor | Dne | ToM | ZeL | SpM | LoM | Zor |
| Dinamo Mosca             |     | 1-0 | 2-1 |     | 4-1 |     | 2-1 |     | 1-0 | 0-0 |     |     |     | 1-0 |     |     |
| Ararat                   |     |     | 1-1 |     | 2-0 |     | 0-0 | 1-2 |     | 4-0 |     | 2-0 |     | 0-1 | 3-2 |     |
| Dinamo Tbilisi           |     |     |     | 3-0 |     | 1-0 | 1-1 |     |     |     | 4-1 | 1-1 |     | 1-0 |     | 3-0 |
| Karpaty                  | 1-1 | 2-1 |     |     | 4-0 | 2-0 |     |     |     | 2-2 |     | 1-2 |     | 2-0 |     | 3-0 |
| Šachtar                  |     |     | 1-0 |     |     |     | 2-0 | 0-0 | 0-0 | 1-2 |     |     | 1-0 | 1-0 |     |     |
| Kryl'ja Sovetov Kujbyšev | 1-0 | 1-1 |     |     | 2-2 |     |     |     |     |     | 1-0 | 0-0 | 2-1 |     | 3-0 | 4-2 |
| CSKA Mosca               |     |     |     | 1-1 |     | 1-1 |     | 1-0 | 2-0 | 1-1 |     |     |     | 1-2 | 3-2 | 3-0 |
| Dinamo Kiev              | 0-1 |     | 3-1 | 0-2 |     | 1-2 |     |     | 0-0 |     | 2-0 |     |     |     | 0-0 | 2-1 |
| Dinamo Minsk             |     | 0-1 | 2-1 | 4-2 |     | 2-0 |     |     |     | 2-1 |     | 2-0 |     | 2-1 | 1-1 |     |
| Čornomorec'              |     |     | 0-1 |     |     | 1-1 |     | 1-1 |     |     | 2-1 | 1-0 | 0-0 |     | 2-0 |     |
| Dnepr                    | 1-0 | 2-3 |     | 1-2 | 0-0 |     | 2-0 |     | 2-0 |     |     |     | 1-0 |     |     | 2-0 |
| Torpedo Mosca            | 0-0 |     |     |     | 1-2 |     | 0-4 | 3-1 |     |     | 1-1 |     | 1-2 |     |     | 2-1 |
| Zenit Leningrado         | 0-1 | 1-2 | 1-0 | 1-1 |     |     | 2-1 | 1-1 | 3-1 |     |     |     |     | 0-0 |     |     |
| Spartak Mosca            |     |     |     |     |     | 1-0 |     | 0-1 |     | 4-1 | 1-4 | 0-1 |     |     | 0-3 | 0-0 |
| Lokomotiv Mosca          | 2-3 |     | 0-0 | 0-1 | 1-2 |     |     |     |     |     | 2-0 | 2-3 | 2-1 |     |     |     |
| Zorja                    | 0-0 | 0-1 |     |     | 0-2 |     |     |     | 3-1 | 0-0 |     |     | 1-1 |     | 1-0 |     |
| ------------------------ | --- | --- | --- | --- | --- | --- | --- | --- | --- | --- | --- | --- | --- | --- | --- | --- |

## Statistiche

### Classifica cannonieri
| Gol |  |  | Giocatore          | Squadra                  |
| --- |  |  | ------------------ | ------------------------ |
| 8   |  |  | Arkadi Andreasyan  | Ararat                   |
| 7   |  |  | Nikolay Ġazaryan   | Ararat                   |
| 6   |  |  | Ravil' Arjapov     | Kryl'ja Sovetov Kujbyšev |
| 6   |  |  | Vladimir Daniljuk  | Karpaty                  |
| 6   |  |  | Davit Q'ipiani     | Dinamo Tbilisi           |
| 6   |  |  | Boris Kopejkin     | CSKA Mosca               |
| 6   |  |  | Anatolij Šepel'    | Dinamo Mosca             |
| 5   |  |  | Lev Brovars'kyj    | Karpaty                  |
| 5   |  |  | Anatolij Degtjarëv | Torpedo Mosca            |
| 5   |  |  | Sergej Grišin      | Torpedo Mosca            |
| 5   |  |  | Sergej Malko       | Dnepr                    |
| 5   |  |  | Aleksandr Markin   | Zenit Leningrado         |
| 5   |  |  | Jurij Smirnov      | Kryl'ja Sovetov Kujbyšev |
| 5   |  |  | Pëtr Vasilevskij   | Dinamo Minsk             |